# Paratetrapedia leucostoma
Paratetrapedia leucostoma är en biart som först beskrevs av Cockerell 1923.  Paratetrapedia leucostoma ingår i släktet Paratetrapedia och familjen långtungebin. Inga underarter finns listade i Catalogue of Life.